# Station Gdańsk Wąskotorowy
Station Gdańsk Wąskotorowy is een voormalig spoorwegstation in de Poolse plaats Gdańsk.